# Akurgal van Lagasj

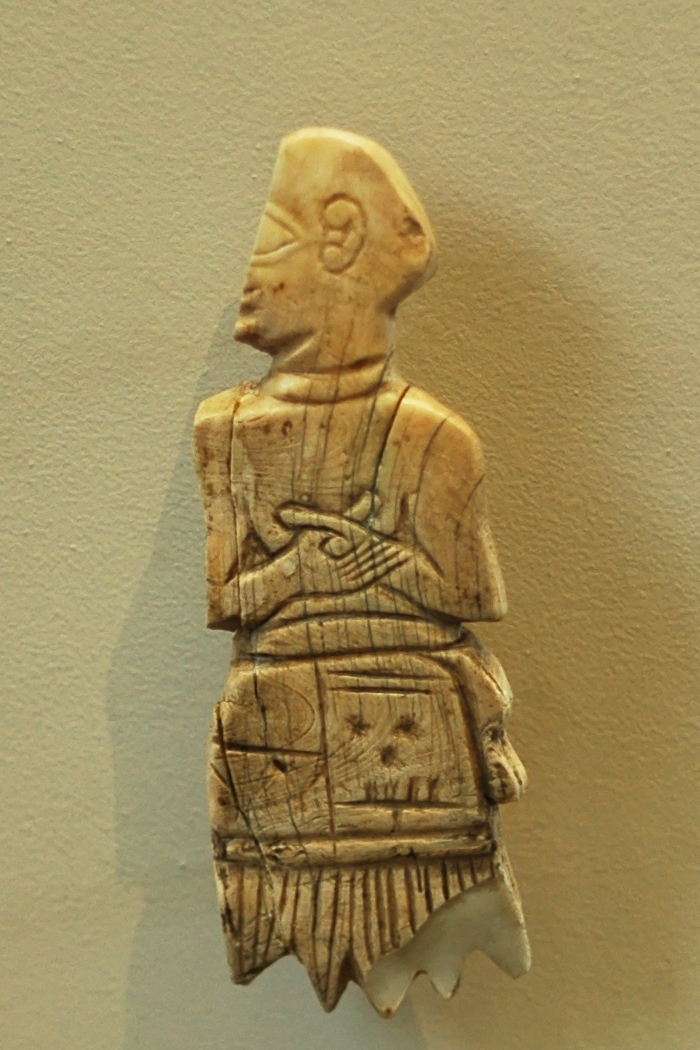
Stukje inleg met de naam van Akurgal

Akurgal ca. 2464-2455 v.Chr. was ensi (vorst) van Lagasj
Hij was de tweede vorst van het huis van Ur-Nanshe en diens opvolger. Zijn vrij korte regering werd gekenmerkt door de heropleving van het langdurige geschil met de buren van Umma, die aanzienlijk schade op het gebied van Lagasj aanrichtte. 
Akurgal, Ur-nanshe's zoon, schijnt de strijd tegen Ush, vorst van Umma, over die vruchtbare streek, Guedina genaamd, verloren te hebben. Umma nam bezit van de vruchtbare streek. Nochtans had Mesilim van Kisj een regeling van de onderlinge grens opgelegd, maar deze was niet van blijvende aard. Ush had de Guedina bezet en de stele van Mesilim waarop verkondigd werd dat het gebied tot Lagasj hoorde werd omvergehaald. Lagasj was voorlopig niet in staat om zich te weren. Daar zou Ur-Nanshe's kleinzoon, Eannatum van Lagash wel in slagen.